# Lola LC91
Der Lola LC91 ist ein Formel-1-Fahrzeug des ehemaligen britischen Rennwagenherstellers Lola Cars, den der französische Rennstall Larrousse 1991 in der Formel-1-Weltmeisterschaft einsetzte. Es war das letzte Fahrzeug, das Lola für Larrousse konstruierte. Der LC91, der in einer für das Team wirtschaftlich schwierigen Zeit entstand, konnte nicht an die Erfolge seiner Vorgänger anknüpfen. Insbesondere in der zweiten Saisonhälfte war die Qualifikation wiederholt gefährdet. Insgesamt erreichten die Larrousse-Piloten 1991 nur zwei Weltmeisterschaftspunkte. Sein Nachfolger war der Larrousse LC92, der von dem March-Gründer Robin Herd konstruiert wurde.

## Hintergrund
Das Formel-1-Team Larrousse wurde 1987 von dem ehemaligen Rennfahrer Gérard Larrousse gegründet, der bis 1985 das werksseitige Formel-1-Engagement des französischen Automobilherstellers Renault geleitet hatte. Anders als die meisten anderen Formel-1-Teams verfügte Larrousse in den ersten Jahren weder über eine eigene Entwicklungsabteilung noch über Produktionsanlagen. Bis 1991 ließ Larrousse seine Formel-1-Autos von dem britischen Rennwagenhersteller Lola Cars entwickeln. 1989 und 1990 setzte der Rennstall Zwölfzylindermotoren von Lamborghini ein, die leistungsstark waren und das Team 1990 seine bislang beste Saison erleben ließen. Larrousse erzielte 1990 insgesamt 11 Weltmeisterschaftspunkte, die, auf die Konstrukteurswertung übertragen, für den sechsten Rang genügten. Ungeachtet dieses Erfolges löste Lamborghini den Vertrag mit Larrousse zum Ende des Jahres 1990 auf, um 1991 das französische Konkurrenzteam Ligier auszurüsten. Zudem erkannte die FISA dem Team sämtliche Meisterschaftspunkte des Jahres 1990 ab. Als Grund wurde darauf verwiesen, dass als Hersteller des Lola LC90 bei der Anmeldung „Larrousse“ angegeben wurde und nicht – was richtig gewesen wäre – „Lola“. Dadurch verlor das Larrousse-Team seinen Anspruch auf den Erlös aus dem Verkauf von Fernsehrechten. Gérard Larrousse bezifferte den Schaden für sein Team auf sechs Millionen Francs. Er führte die Entscheidung der FISA auf eine Intrige des Teamchefs Guy Ligier zurück.

## Konstruktion
Der LC91 wurde, nachdem der langjährige Lola-Designer Chris Murphy das Unternehmen Ende 1990 verlassen hatte, von einem Team unter der Leitung des Lola-Gründers Eric Broadley konstruiert. Verantwortliche Ingenieure waren Mark Williams und Bruce Ashmore.
In technischer Hinsicht war der LC91 nicht neu entwickelt, sondern eine Überarbeitung des letztjährigen LC90. Die Konstruktion des Monocoque wurde unverändert übernommen. Neu waren einige Teile der Aufhängung: Anstelle der bislang an allen vier Rädern verwendeten Schubstangen sah das Konstrukteursteam an den Hinterrädern nunmehr Zugstangen vor.
Als Antrieb verwendete Larrousse 1991 einen Achtzylindermotor von Cosworth (Typ DFR), der von Hart getunt wurde. Er entsprach im Wesentlichen der Konfiguration, die in der Vorsaison erfolgreich im Tyrrell 019 eingesetzt worden war und leistete mit rund 456 kW (620 PS) etwa 55 kW (70 PS) weniger als der Lamborghini-Motor. Damit gehörte er zu den schwächsten Motoren des Starterfeldes 1991. Als Kraftübertragung diente ein Sechsganggetriebe, das vom Vorgängermodell übernommen worden und eigentlich auf den Lamborghini-Motor zugeschnitten war. Die Abstimmung des Getriebes auf den Cosworth-Motor gelang dem Team nicht fehlerfrei. Sie sorgte im Laufe der Saison wiederholt für Schwierigkeiten.
Aus finanziellen Gründen führte Larrousse 1991 nahezu keine Testfahrten durch; die Grundkonstruktion des LC91 wurde im Laufe des Jahres auch nicht weiterentwickelt.
Reifenlieferant für das Team war Goodyear. Die Hauptsponsoren waren Toshiba, ADIA und GEO.

## Fahrer

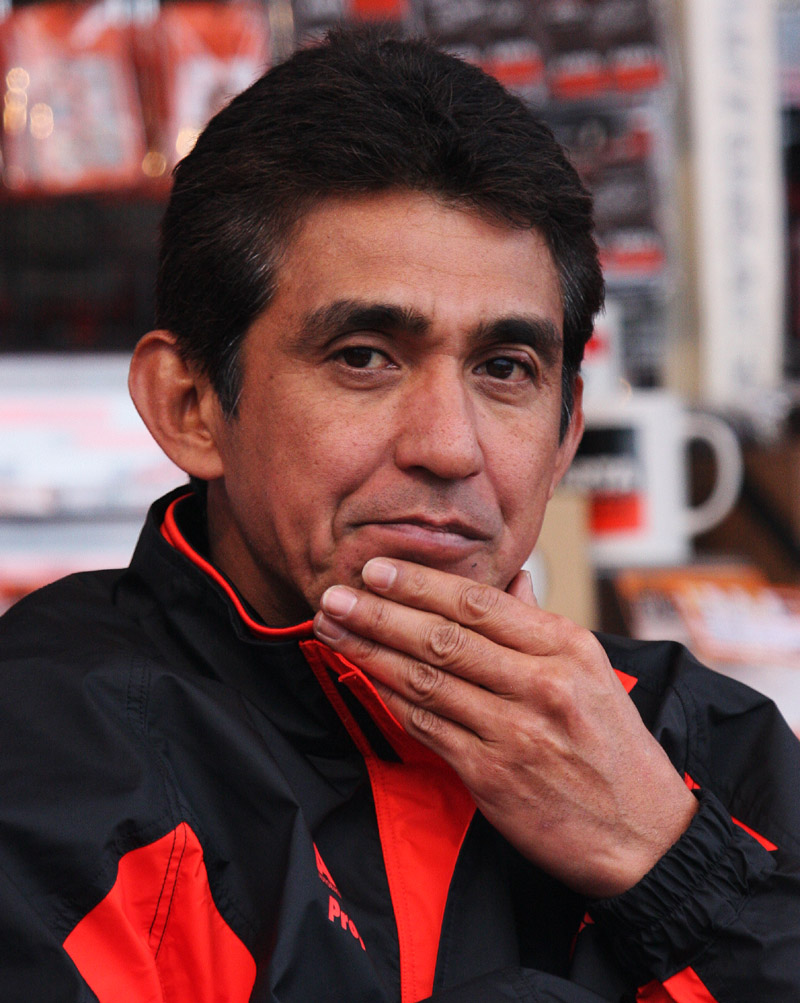
Erzielte den ersten WM-Punkt im Lola LC91: Aguri Suzuki

Als Piloten wurden Éric Bernard und Aguri Suzuki verpflichtet. Bernard erlitt während des Freitagstrainings für den vorletzten Grand Prix in Japan einen Unfall, wobei er sich am linken Bein verletzte. Er fiel dadurch für die beiden letzten WM-Läufe aus. Larrousse verpflichtete Bertrand Gachot als Ersatz für das letzte Saisonrennen in Adelaide.

## Saisonverlauf
Das Jahr 1991 verlief für Larrousse weniger erfolgreich als die Vorsaison. Insgesamt konnte sich Larrousse bei 32 Starts nur 25-mal qualifizieren. Nur dreimal erreichten die Piloten das Ziel, zweimal davon in den Punkterängen. Die Ausfälle waren zumeist technisch bedingt, besonders häufig traten Getriebedefekte auf.
Beim Großen Preis der USA auf dem Phoenix Street Circuit qualifizierten sich die beiden Larrousse-Piloten für die Startplätze 20 (Bernard) und 22. Bernard schied bereits nach vier Runden mit Motorproblemen aus, Suzuki brachte sein Fahrzeug mit zwei Runden Rückstand auf Platz sechs ins Ziel.
Beim folgenden Rennen in Brasilien erreichten beide Larousse-Piloten die besten Startplätze der gesamten Saison. Bernard qualifizierte sich mit 1:19,291 Minuten für den 12., Suzuki mit 1:19,832 Minuten für den 18. Platz. Am Rennsonntag fiel Suzuki bereits nach dem Vorstart wegen mangelnden Benzindrucks aus; er konnte am Rennen nicht teilnehmen. Bernard schied, auf dem zehnten Platz liegend, in der 34. Runde infolge eines Kupplungsdefekts bzw. eines Hydrauliklecks aus.
Beim Großen Preis von San-Marino in Imola gingen die Larrousse vom 17. (Bernard) bzw. 20. Startplatz ins Rennen. Suzuki schied in der dritten Runde infolge eines Drehers aus, Bernard erlitt in Runde 17 einen Motordefekt.
In Monaco startete Suzuki von Startplatz 20 und ging damit erstmals vor seinem Teamkollegen (Platz 22) ins Rennen. Suzuki schied im Rennen, auf Platz 15 liegend, in der 25. Runde durch einen Fahrfehler aus; Bernard brachte seinen Larousse auf dem neunten Platz in das Ziel.
Auf dem Circuit Gilles-Villeneuve erreichten Bernard und Suzuki die Startplätze 19 und 22. Im Rennen fing Suzukis Fahrzeug in der vierten Runde durch austretendes Benzin auf Platz 17 Feuer. Suzuki verließ den Larrousse unverletzt und löschte das Feuer selbst. Bernard lag in der 30. Runde auf dem neunten Platz, bevor er nach einem Getriebedefekt ausrollte.
Beim Großen Preis von Mexiko auf dem Autódromo Hermanos Rodríguez starteten die beiden Larrousse-Piloten von Plätzen 18 (Bernard) und 19. Suzuki schied im Rennen in der 49. Runde auf Platz neun liegend nach einem Unfall aus. Bernard kam auf Platz sechs ins Ziel. Er erreichte damit den zweiten Weltmeisterschaftspunkt für Larousse in dieser Saison; es war zugleich die letzte Zielankunft eines Larrousse in diesem Jahr.
Auf dem Magny-Cours beim anschließenden Großen Preis von Frankreich qualifizierte sich Suzuki mit 1:18,224 Minuten für den 20. Platz; Bernard war im Zeittraining 0,3 Sekunden langsamer gewesen und erreichte Startplatz 24. Das Rennen endete für Larousse mit einem Doppelausfall: Suzuki schied in Runde 33 aus, Bernard in Runde 44. Bei beiden Fahrzeugen war die Kraftübertragung zusammengebrochen.
Beim Großen Preis von Großbritannien auf dem Silverstone Circuit belegten die Larrousse die 11. Startreihe. Bernard fiel im Rennen auf Platz 17 liegend in Runde 21 nach einem Getriebeschaden aus, Suzuki in Runde 29 nach einem Unfall.
Auf dem Hockenheimring schlug Suzuki seinen Teamkollegen in der Qualifikation erneut und belegte mit 1:42,474 Minuten den 22. Platz. Bernard kam mit 1:43,321 min auf den 25. Platz. Im Rennen legte Bernard zehn Runden zurück, bevor er nach einem Differenzialschaden ausschied. In Runde 19 schied Suzuki nach Motorproblemen ebenfalls aus.
Beim Großen Preis von Ungarn schieden die Larrousse-Piloten, die erneut aus der 11. Startreihe ins Rennen gegangen waren, infolge von Elektrikdefekten aus.
Auf dem Circuit de Spa-Francorchamps verpasste Suzuki die Qualifikation. Bernard erreichte mit einer Rundenzeit von 1:53,309 Minuten den 19. Startplatz. Er schied im Rennen in Runde 22, auf Platz 16 liegend, nach einem Getriebeschaden aus.
Auch beim Großen Preis von Italien in Monza konnte sich Suzuki nicht qualifizieren. Bernard startete von Platz 24, schied aber in Runde 21 aufgrund von Motorproblemen aus.
Beim Großen Preis von Portugal auf dem Circuito do Estoril konnte sich Bernard für das Rennen nicht qualifizieren. Suzuki hingegen erreichte mit einer Rundenzeit von 1:17,434 Minuten den 25. Startplatz. Im Rennen schied er in Runde 41 nach einem Getriebeschaden, auf den 20. Platz liegend, aus.
Auf dem Circuit de Catalunya in Spanien verpasste Suzuki zum dritten Mal die Qualifikation. Bernard ging vom 23. Platz aus in das Rennen, kollidierte jedoch schon der ersten Runde mit dem Ligier von Thierry Boutsen, wobei der Heckflügel und ein Rad des LC91 wegbrachen.
In Japan erlitt Bernard im Freitagstraining einen Unfall, bei dem er sich das linke Bein brach. Er fiel dadurch für die beiden letzten WM-Läufe sowie für 1992 und 1993 aus. Für ihn kam in Australien Bertrand Gachot zum Einsatz. Suzuki konnte sich bei seinem Heim-Grand-Prix mit 1:40,255 Minuten für den 25. Startplatz qualifizieren. Im Rennen schied er auf Position 17 in Runde 27 durch Motordefekt aus. Der Abschluss der Formel-1-Saison fand auf dem Adelaide Street Circuit statt. Hier konnten sich weder Gachot (Platz 30) noch Suzuki (Platz 27) für das Rennen qualifizieren.

## Rennergebnisse
| Fahrer               | Nr.                  | 1   | 2   | 3   | 4   | 5   | 6   | 7   | 8   | 9   | 10  | 11  | 12  | 13  | 14  | 15  | 16  | Punkte | Rang |
| -------------------- | -------------------- | --- | --- | --- | --- | --- | --- | --- | --- | --- | --- | --- | --- | --- | --- | --- | --- | ------ | ---- |
| Formel-1-Saison 1991 | Formel-1-Saison 1991 |     |     |     |     |     |     |     |     |     |     |     |     |     |     |     |     | 2      | 11.  |
| E. Bernard           | 29                   | DNF | DNF | DNF | 9   | DNF | 6   | DNF | DNF | DNF | DNF | DNF | DNF | DNQ | DNF | DNS | INJ | 2      | 11.  |
| B. Gachot            | 29                   |     |     |     |     |     |     |     |     |     |     |     |     |     |     |     | DNQ | 2      | 11.  |
| A. Suzuki            | 30                   | 6   | DNS | DNF | DNF | DNF | DNF | DNF | DNF | DNF | DNF | DNQ | DNQ | DNF | DNQ | DNF | DNQ | 2      | 11.  |

| Legende  | Legende            | Legende                                                          |
| Farbe    | Abkürzung          | Bedeutung                                                        |
| -------- | ------------------ | ---------------------------------------------------------------- |
| Gold     | –                  | Sieg                                                             |
| Silber   | –                  | 2. Platz                                                         |
| Bronze   | –                  | 3. Platz                                                         |
| Grün     | –                  | Platzierung in den Punkten                                       |
| Blau     | –                  | Klassifiziert außerhalb der Punkteränge                          |
| Violett  | DNF                | Rennen nicht beendet (did not finish)                            |
| Violett  | NC                 | nicht klassifiziert (not classified)                             |
| Rot      | DNQ                | nicht qualifiziert (did not qualify)                             |
| Rot      | DNPQ               | in Vorqualifikation gescheitert (did not pre-qualify)            |
| Schwarz  | DSQ                | disqualifiziert (disqualified)                                   |
| Weiß     | DNS                | nicht am Start (did not start)                                   |
| Weiß     | WD                 | zurückgezogen (withdrawn)                                        |
| Hellblau | PO                 | nur am Training teilgenommen (practiced only)                    |
| Hellblau | TD                 | Freitags-Testfahrer (test driver)                                |
| ohne     | DNP                | nicht am Training teilgenommen (did not practice)                |
| ohne     | INJ                | verletzt oder krank (injured)                                    |
| ohne     | EX                 | ausgeschlossen (excluded)                                        |
| ohne     | DNA                | nicht erschienen (did not arrive)                                |
| ohne     | C                  | Rennen abgesagt (cancelled)                                      |
| ohne     | keine WM-Teilnahme |                                                                  |
| sonstige | P/fett             | Pole-Position                                                    |
| sonstige | 1/2/3/4/5/6/7/8    | Punktplatzierung im Sprint-/Qualifikationsrennen                 |
| sonstige | SR/kursiv          | Schnellste Rennrunde                                             |
| sonstige | *                  | nicht im Ziel, aufgrund der zurückgelegten Distanz aber gewertet |
| sonstige | ()                 | Streichresultate                                                 |
| sonstige | unterstrichen      | Führender in der Gesamtwertung                                   |